# خط مجاور للقص
الخط المجاور للقص هو خط عمودي في مقدمة الصدر. يقع في منتصف المسافة بين القص الجانبي الوحشي وخط الثدي.

## روابط خارجية
- http://www.meddean.luc.edu/lumen/MedEd/medicine/pulmonar/apd/ap.htm